# UEFA 풋살 선수권 대회
UEFA 풋살 선수권 대회(UEFA Futsal Championship)는 유럽 축구 연맹(UEFA)이 주관하는 풋살 국가대표팀 간의 국가대항전이다. 흔히 풋살 유로 ○○○○(개최 연도)이라 불린다.

## 역대 대회
| 연도          | 개최국     | 결승전   | 결승전                        | 결승전     | 3·4위전      | 3·4위전      | 3·4위전      |
| 연도          | 개최국     | 우승     | 득점                          | 준우승     | 3위          | 득점         | 4위          |
| ------------- | ---------- | -------- | ----------------------------- | ---------- | ------------ | ------------ | ------------ |
| 1996년 자세히 | 스페인     | 스페인   | 5 : 3                         | 러시아     | 벨기에       | 3 : 2 (연장) | 이탈리아     |
| 1999년 자세히 | 스페인     | 러시아   | 3 : 3 (연장) 4 : 2 (승부차기) | 스페인     | 이탈리아     | 3 : 0        | 네덜란드     |
| 2001년 자세히 | 러시아     | 스페인   | 2 : 1 (연장)                  | 우크라이나 | 러시아       | 2 : 1 (연장) | 이탈리아     |
| 2003년 자세히 | 이탈리아   | 이탈리아 | 1 : 0                         | 우크라이나 | 스페인, 체코 | 스페인, 체코 | 스페인, 체코 |
| 2005년 자세히 | 체코       | 스페인   | 2 : 1                         | 러시아     | 이탈리아     | 3 : 1        | 우크라이나   |
| 2007년 자세히 | 포르투갈   | 스페인   | 3 : 1                         | 이탈리아   | 러시아       | 3 : 2        | 포르투갈     |
| 2010년 자세히 | 헝가리     | 스페인   | 4 : 2                         | 포르투갈   | 체코         | 5 : 3        | 아제르바이잔 |
| 2012년 자세히 | 크로아티아 | 스페인   | 3 : 1 (연장)                  | 러시아     | 이탈리아     | 3 : 1        | 크로아티아   |
| 2014년 자세히 | 벨기에     | 이탈리아 | 3 : 1                         | 러시아     | 스페인       | 8 : 4        | 포르투갈     |
| 2016년 자세히 | 세르비아   | 스페인   | 7 : 3                         | 러시아     | 카자흐스탄   | 5 : 2        | 세르비아     |
| 2018년 자세히 | 슬로베니아 | 포르투갈 | 3 : 2 (연장)                  | 스페인     | 러시아       | 1 : 0        | 카자흐스탄   |
| 2022년 자세히 | 네덜란드   | 포르투갈 | 4 : 2                         | 러시아     | 스페인       | 4 : 1        | 우크라이나   |

## 같이 보기
- UEFA 풋살 챔피언스리그